# 天然氷
天然氷とは、湖や池などで採取された氷である。

## 前近代

### 古代
天然の氷雪は人類が最初に利用した冷熱といわれており、約4000年前にはメソポタミアのユーフラテス川畔で貯氷庫が用いられていた記録がある。以後、天然氷を貯蔵して夏季に利用する方法は機械製氷が主流となる20世紀初めまで続いた。
古代ローマにはアルプスから氷を切り出して氷室に保存しておき、夏季にそれを削って蜂蜜をかけて食べる文化があった。

### 日本

#### 都祁氷室
『日本書紀』の仁徳天皇62年（374年）の記述に、額田大中彦皇子（ぬかたのおおなかつひこのみこ）が、現在の奈良県都祁村（つげむら）にあたる、闘鶏（つげ）というところに猟に出かて氷室を発見するくだりがある。
闘鶏稲置大山主（つけのいなきおおやまぬし）が所有していた氷室を発見して、天皇への献上品として氷を差し出させたことがきっかけで、日本の蔵氷と賜氷の制度が始まったという記述がある。『日本書紀』成立の前後には、冬に採氷、蔵氷し夏まで氷を蓄えておき、夏に氷を利用する氷室の制度があり、律令体制の中で氷の利用の制度も組み込まれていることが窺える。

#### 氷は贅沢品
奈良時代の長屋王邸（ながやおうてい）遺跡発掘の際、発掘された木簡に、都祁（つげ）氷室の名前が書かれてあった。氷室の数、蔵氷や氷の運搬記録、更に運搬する人夫への賃金の支払いまでが書かれていた。長屋王の木簡は、都祁氷室の実在と平城京における貴族たちの氷をふんだんに使った夏の優雅な生活を教えてくれている。
下って、平安時代の枕草子に、かき氷のルーツの削り氷（けつりひ）が登場する。当時氷は最高の贅沢品であった。

#### 氷室
氷室の地名は全国にあり、氷室神社も数多く現存する。奈良市春日野町に現存する氷室神社では、毎年5月1日に献氷祭が行われ、全国の氷業界関係者が詣でている。
江戸時代、六月朔日（ついたち）は特別な日であった。年の初めは正月元旦だが、一年の半分の六月一日を正月に準ずる日として、正月元旦の繰り返しの行事を行っていた。
六月一日の行事に、氷の朔日があった。石川県金沢市では、氷の朔日に氷室饅頭を食べる習慣があるが、加賀藩から徳川将軍への氷献上がこの日に行われた由来による。
現在氷業界では、6月1日を氷の日と定め、純氷PRを行っている。

### インド
機械製氷が始まる前、インドの北東部イラーハーバード（Allahabad）では18〜19世紀には冬季（毎年12月から2月）に氷を作って夏まで保存して利用されていた。ここでは広い平地に約10m四方、深さ約60cmの穴を数カ所掘って、サトウキビやトウモロコシの茎を敷き、杯状の土器（肉厚約6mm）を密に並べて日没後に氷を作っていた。ただし、イラーハーバードは氷点下になることはほとんどなく、氷が得られる理由はよくわかっていないが、蒸発冷却や放射冷却が氷の生成に寄与していると考えられている。

## 近代以降

### 19世紀
19世紀に入ると一般市民も天然氷を利用できるようになり、さらに切り出した氷を遠隔地へ輸送・販売するビジネスも生まれた。
天然氷は、アメリカのボストン氷や、中川嘉兵衛の函館氷が有名である。世界で初めて天然氷の採氷、蔵氷、販売事業を起こしたのは、米国人フレデリック・テューダーで、文化2年（1805年）のことである。この天然氷がアメリカ合衆国ボストンから世界中に輸出され、日本では横浜港に陸揚げされた。輸入品であり高価で、しかも融解率が高いために、国内でも天然氷の製造が始まり、中川嘉兵衛の製氷会社が、函館・五稜郭で採取した氷が横浜まで輸送・販売された。明治5年（1872年）以降は輸入氷を凌駕していく。
天然氷の時代は、明治20年代がピークで、冷凍機の導入と、機械製氷が主流となり、明治30年代以降、天然氷は衰退に向かう。
天然氷の生産拡大に並行して、東京を初めとして都市部に氷問屋が開業していった。用途は鮮魚の冷却や、医療・工業用などで、飲食用途はきわめて少なかった。明治後期から大正にかけて、関東平野や信州の山間部に天然氷の採氷場が多く開設されたが、絹織物の原料、繭の産地と一致していた。繭を倉庫に入れ氷で冷やして、一斉に孵化しないよう調整するための農業用の氷だった。
日本で最初の氷店の誕生は明治2年（1869年）で、横浜・馬車道通り常磐町五丁目において町田房造が氷水店を開業した。氷やアイスクリームを売ったが、たまに立ち寄るのは居留地の外国人だけで、日本人は物珍しそうに見ているだけだったという。

### 20世紀以降
20世紀初めには冷凍機による機械製氷が主流となった。
現在、日本で天然氷を製造している蔵元は、関東周辺では栃木県に3か所、長野県に1か所、山梨県に1か所、埼玉県に1か所ある。以下に記す。 (山中湖村の『不二』は天然氷をうたっているが、冷媒により人工的に凍らせており、天然水を凍らせた氷である。自然の力で凍らせた天然氷ではない)
- 栃木県日光市
  - 『三ツ星氷室』（1877年頃創業）
  - 『松月氷室』（1894年創業）
  - 『四代目徳次郎』（1900年初頭創業）
- 埼玉県長瀞町
  - 『阿左美冷蔵』（1890年創業）
- 長野県軽井沢町
  - 『渡辺商会』（1886年創業）
- 山梨県
  - 北杜市『八義』（2014年創業）